# Prooncholaimus ornatus
Prooncholaimus ornatus is een rondwormensoort uit de familie van de Oncholaimidae.